# バスケットボール女子ブラジル代表
バスケットボール女子ブラジル代表（Brazil women's national basketball team）は、ブラジルバスケットボール連盟により国際大会に派遣される女子バスケットボールのナショナルチームである。
W杯は、西側諸国とともにボイコットした1959年モスクワ大会を除きすべて出場。1971年の自国開催で3位となる。1994年には初優勝を果たし、これまでの米国・ソ連の2強による持ち回り状態を初めて打ち破った。
オリンピックでもアトランタで銀メダル、シドニーで銅メダルを獲得している。

## 主な国際大会成績
- オリンピック
  - 1992年 － 7位
  - 1996年 － 銀メダル
  - 2000年 － 銅メダル
  - 2004年 － 4位
  - 2012年 － 9位
- W杯の成績
  - 1953年 － 4位
  - 1957年 － 4位
  - 1964年 － 5位
  - 1967年 － 8位
  - 1971年 － 3位
  - 1975年 － 12位
  - 1979年 － 9位
  - 1983年 － 5位
  - 1986年 － 11位
  - 1990年 － 10位
  - 1994年 － 優勝
  - 1998年 － 4位
  - 2002年 － 7位
  - 2006年 － 4位
  - 2010年 － 9位
- アメリカップの成績